# Conclav

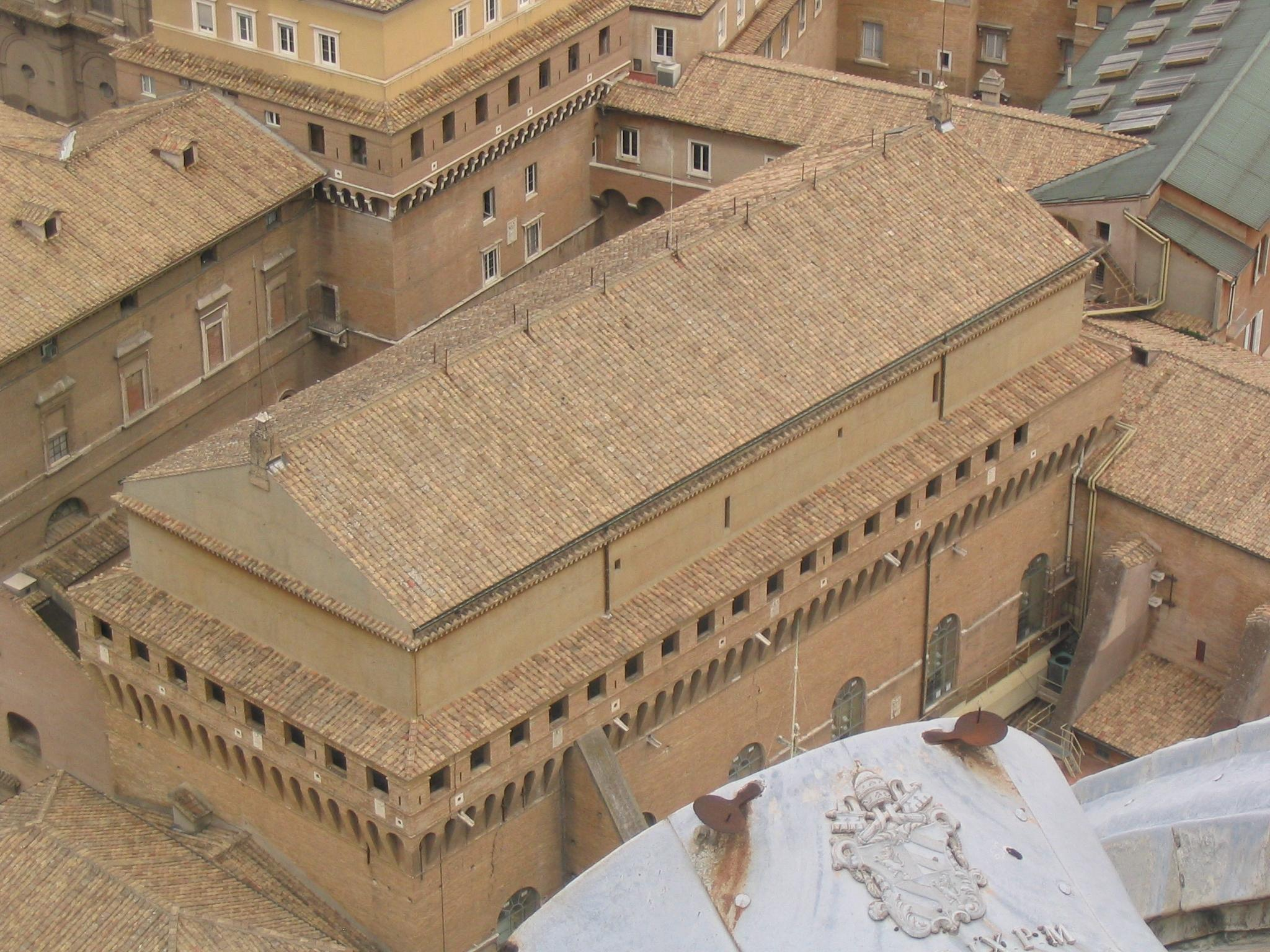
Capela Sixtină

Conclavul (din latină cum clave, în traducere „cu cheie”) este adunarea cardinalilor în vederea alegerii unui nou papă, conform unei proceduri instituite în 1274 de papa Grigore al X-lea. Cardinalii electori nu pot părăsi incinta până nu se obțin 2/3 din voturi pentru un candidat.
Procedurile actuale pentru alegerea papei au fost stabilite de Papa Ioan Paul al II-lea în a sa constituție apostolică Universi Dominici gregis din 1996.
Termenul conclav este utilizat și pentru sala în care se întrunește conclavul (definit mai sus).

## Originea termenului
În antichitate, conclavul era încăperea care putea fi închisă cu cheia, încăpere care se  găsea de obicei lângă camera de culcare;   
în acea încăpere matroanele romane își primeau musafirii apropiați.